# Horschbach
Horschbach là một đô thị thuộc huyện Kusel, bang Rheinland-Pfalz, phía tây nước Đức. Đô thị Horschbach có diện tích 7,05 km², dân số thời điểm ngày 31 tháng 12 năm 2006 là 262 người.